# Eckhard Sperling
Eckhard Sperling (* 19. Februar 1925 in Potsdam; † 17. April 2007 in Göttingen) war ein deutscher Mediziner und Psychoanalytiker. Er gilt als Pionier der Familientherapie.

## Leben
Eckhard Sperling wuchs in Potsdam auf. Ab 1943 studierte er Medizin; 1949 wurde er approbiert. Er siedelte nach Westberlin über und wurde 1950 an der Freien Universität Berlin mit einer Arbeit über die „Häufigkeit der Spätlues“ zum Dr. med. promoviert. Nach Tätigkeiten am Institut für Neuropathologie der Universität Bonn und der Psychiatrischen Klinik der Universität Bern wurde er 1958 wissenschaftlicher Assistent an der damaligen Universitäts-Nervenklinik der Universität Göttingen.
Er wurde 1960 Facharzt für Nerven- und Gemütserkrankungen; 1962 mit dem Zusatz Psychotherapie. 1965 habilitierte sich Eckhard Sperling in Göttingen mit einer Arbeit über die Psychosoziale Lage der Hirnverletzten; er erhielt die venia legendi für das Fach Psychiatrie, insbesondere medizinische Psychologie und Psychotherapie. 1966 wurde er zum Universitätsdozenten der Universität Göttingen benannt.
1970 wurde Eckhard Sperling Leiter der damals neu gegründeten Abteilung für Psycho- und Soziotherapie (Familientherapie) des Zentrums Psychologische Medizin (heute: Zentrum Psychosoziale Medizin) an der Universität Göttingen, eine Position, die er bis zu seinem Ruhestand 1990 innehatte. Er war 1966 Initiator und Direktor der Ärztlich-Psychologische Beratungsstelle für Studierende der Universität Göttingen.

## Wirken
Die Forschungsschwerpunkte von Eckhard Sperling lagen auf der Familientherapie und Soziotherapie. Unter dem Hintergrund des gesellschaftlichen Wandels der 1960er Jahre führte er wegweisende neue therapeutische Möglichkeiten ein. Er setzte sich dafür ein, dass Psychotherapie alters- und bezugsgruppenspezifisch, patienten- und nicht methodenorientiert durchgeführt wird. In den 80er Jahren war er gemeinsam mit Hans-Werner Gessmann einer der Mitbegründer des systemtherapeutischen Studiengangs im Psychotherapeutischen Institut Bergerhausen.

## Schriften
- Die psychosoziale Lage von Hirnverletzten, Thieme Stuttgart 1963
- Zwischen Apathie und Protest I, Huber Hans 1993, ISBN 3-456-80002-9, zusammen mit Jürgen Jahnke
- Zwischen Apathie und Protest II, Huber Hans 1993, ISBN 3-456-80003-7, zusammen mit Jürgen Jahnke
- Die Mehrgenerationen-Familientherapie, Vandenhoeck & Ruprecht 5., aktualisierte Auflage 2006, ISBN 3-525-45740-5, zusammen mit Almuth Massing, Günter Reich